# Bruce Wilhelm
Bruce Wilhelm (ur. 13 lipca 1945 w Watsonville) – amerykański lekkoatleta, sztangista i strongman. Olimpijczyk.
Pierwszy Mistrz Świata Strongman (w latach 1977 i 1978) w historii tego sportu.
Brał udział w igrzyskach olimpijskich w Montrealu, na nich w superciężkiej kategorii wagowej zajął 5. pozycję. Startował w igrzyskach panamerykańskich, w 1975 roku został srebrnym medalistą.
Jest autorem wielu artykułów i książek o sportach siłowych.
Wymiary:
- wzrost 191 cm
- waga 148 kg

## Osiągnięcia strongman
- 1977
  - 1. miejsce – Mistrzostwa Świata Strongman 1977, Los Angeles, USA
- 1978
  - 1. miejsce – Mistrzostwa Świata Strongman 1978, Los Angeles, USA